# Sit vulpí pissarrós
El sit vulpí pissarrós (Passerella schistacea) és un ocell de la família dels passerèl·lids (Passerellidae).

## Hàbitat i distribució
Habita entre la malesa del bosc, matolls i bosc de rivera de Canadà i els Estats Units, a les muntanyes del centre d'Alberta, centre de Saskatchewan i centre de Manitoba cap al sud fins l'est de Califòrnia, centre de Nevada, centre d'Utah i centre de Colorado. En hivern es desplaça cap al sud i oest.

## Taxonomia
Hi ha autoritats taxonòmiques que el classifiquen com un "grup de subespècies" dins del sit vulpí rogenc a l'espera d'una acceptació més àmplia de l'estatus de l'espècie. Fa temps que s'ha sospitat que és un llinatge evolutiu separat a causa de la distinció morfològica (Swarth 1920) i això es confirma mitjançant l'anàlisi de la seqüència d'ADNmt i les dades d'haplotips (Zink 1994, Zink & Kessen 1999, Zink & Weckstein 2003). Aquest grup sembla estar més estretament relacionat amb el sit vulpí becgròs i/o el sit vulpí pissarrós (Zink 1996, Zink & Weckstein 2003).
Com totes les subespècies de sit vulpí, es diferencia en algunes poblacions al·lopàtriques morfològicament reconeixibles que encara no es poden distingir genèticament a causa de la seva evolució recent (Zink 1994).
No obstant això, en la seva majoria el individus d'aquest complex estan poc diferenciats fins i tot morfològicament. Podria ser més raonable una disposició en dues subespècies que diferenciés la població del nord (altivagans) de la del sud (schistacea) (Rising & Beadle 1996). Igual que amb el sit vulpí rogenc i el sit vulpí fuliginós, el sit vulpí pissarrós també prefereix construir el niu a la vora d'un hàbitat humit, però és molt menys exigent a l'hora de triar en quina espècie de planta el construeixen. Segons Rising & Beadle (1996), el cant és un «klink» agut però segons Sibley (2000) és un «smack» agut com el del sit vulpí rogenc i el del sit vulpí fuliginós.

### Subespècies
Les autoritats que reconeixen el sit vulpí pissarrós com espècie en reconeixen cinc subespècies que va des d'unalaschensis a les illes Aleutianes fins a fuliginosa a l'extrem nord-oest de Washington:
- P. s. schistacea (Baird, 1858) del sud-oest fins al centr sud de Canadà i del centre nord al centre oest d'USA.
- P. s. altivagans (Riley, 1911) sud-oest de Canadà.
- P. s. canescens (Swarth, 1918) est de Califòrnia i centre de Nevada (centre oest d'USA).
- P. s. olivacea (Aldrich, 1943) sud-oest de Canadà i nord-oest d'USA.
- P. s. swarthi (Behle & Selander, 1951) nord-oest d'Utah i sud-est d'Idaho (centre oest d'USA).